# Pseudosinella trioculata
Pseudosinella trioculata is een springstaartensoort uit de familie van de Entomobryidae. De wetenschappelijke naam van de soort is voor het eerst geldig gepubliceerd in 1988 door da Gama.